# Benllech
Benllech (2.200 ab. circa) è una località balneare del Galles nord-occidentale, situata nell'isola (e contea) di Anglesey ed affacciata sulla baia di Liverpool (Mare d'Irlanda). Dal punto di vista amministrativo, è una frazione della comunità di Llanfair Mathafarn Eithaf.

## Geografia fisica

### Collocazione
Benllech si trova nella parte centrale della costa orientale di Anglesey, tra le località di Llandona e Moelfre (rispettivamente a nord-ovest della prima e a sud della seconda), a circa 15 km a nord-ovest di Beaumaris.

## Società

### Evoluzione demografica
Al censimento del 2011, Benllech contava una popolazione pari a 2.236 abitanti. Nel 2001, ne contava invece 2.306, mentre nel 1991 ne contava 1.858.

## Economia

### Turismo
La località è frequentata in modo particolare dagli amanti del windsurf e della canoa.